# Echinocereus dasyacanthus
Echinocereus dasyacanthus är en kaktusväxtart som beskrevs av Georg George Engelmann. Echinocereus dasyacanthus ingår i släktet Echinocereus och familjen kaktusväxter. Inga underarter finns listade i Catalogue of Life.

## Bildgalleri

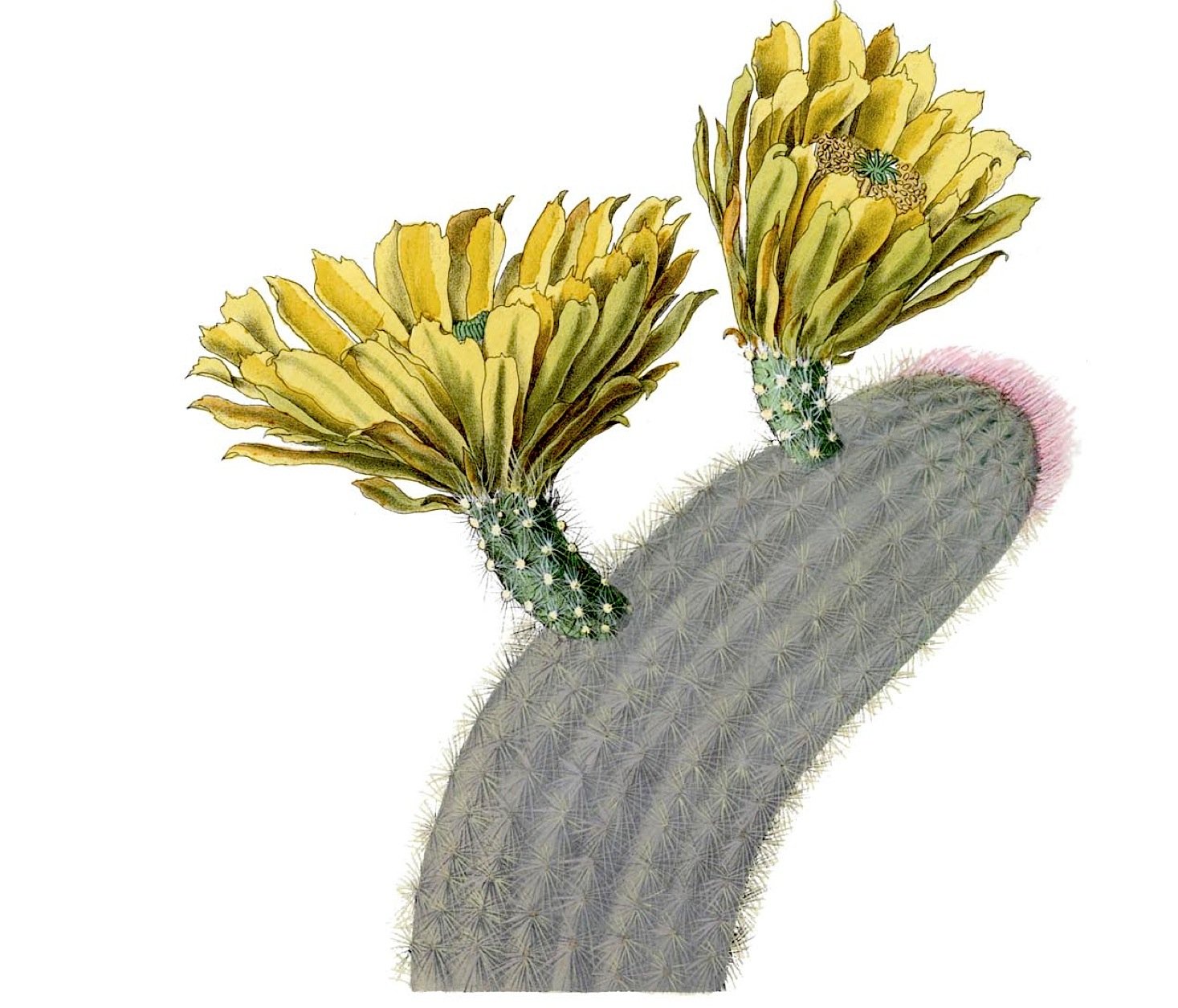
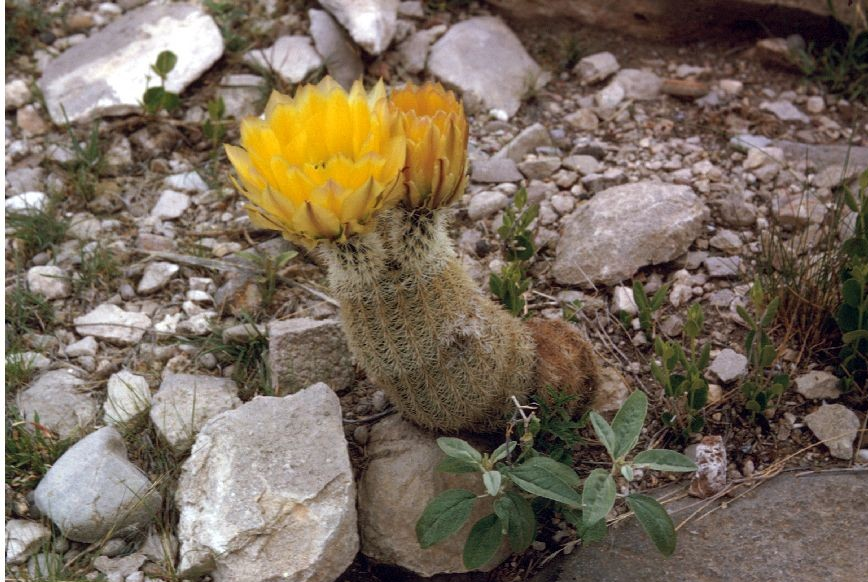
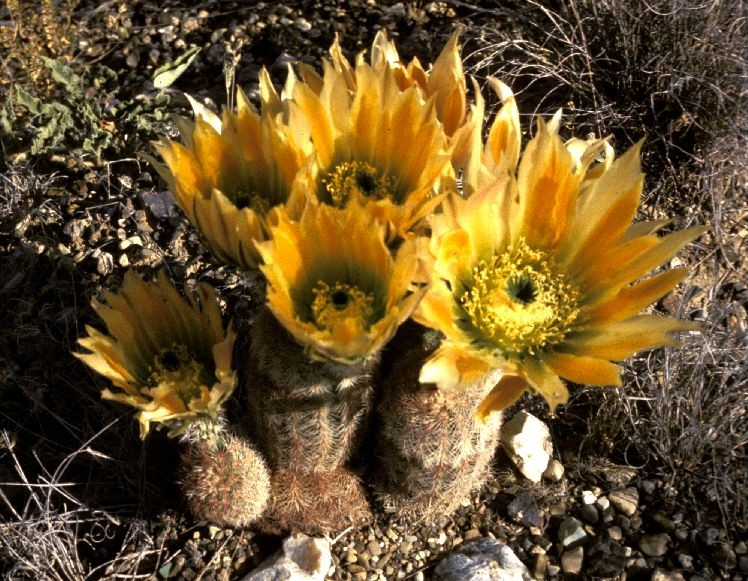
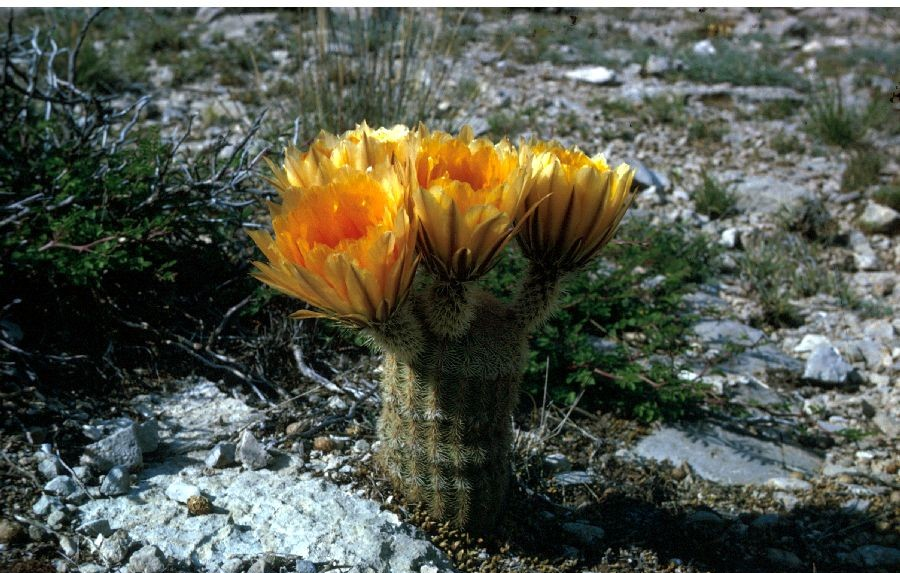
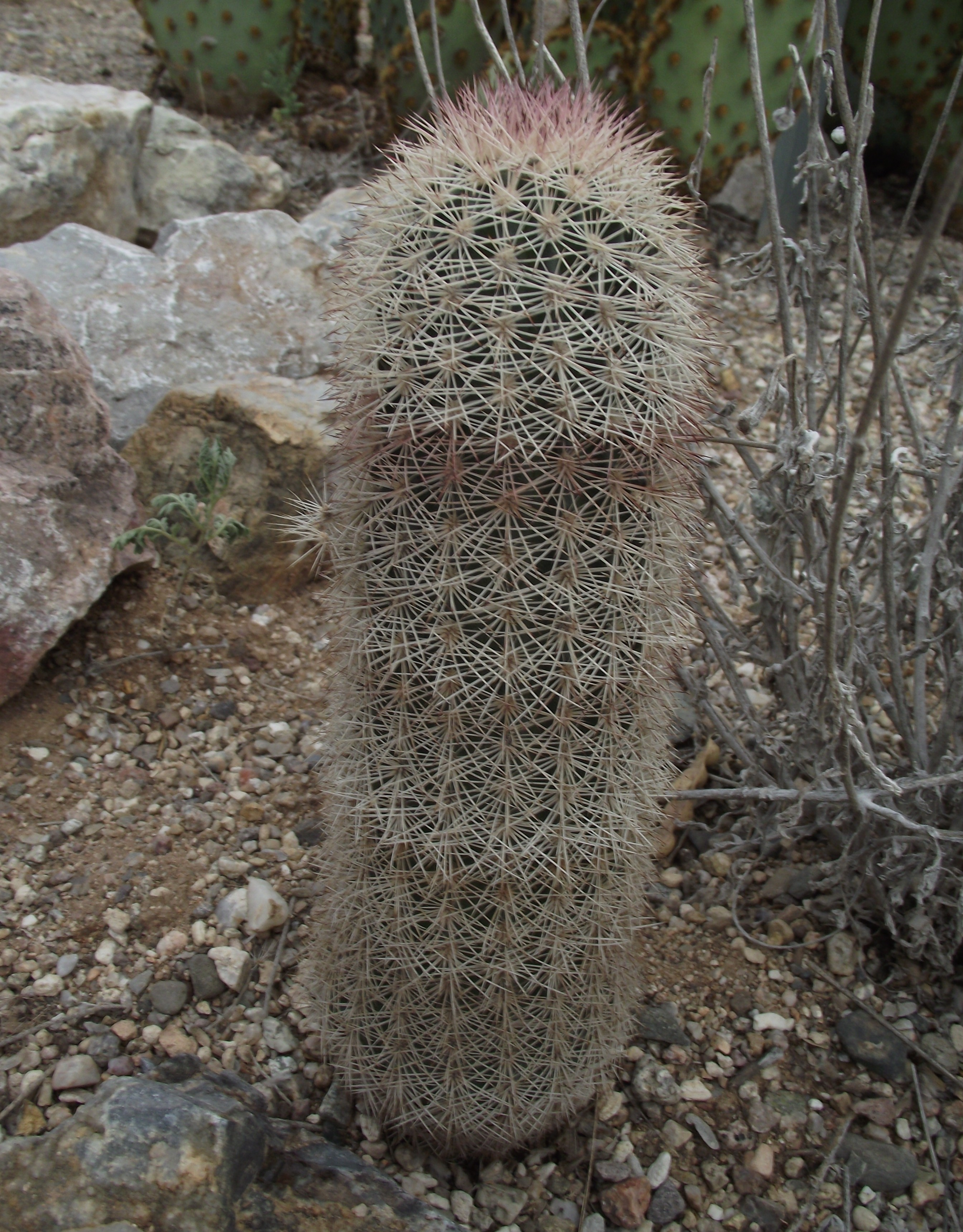
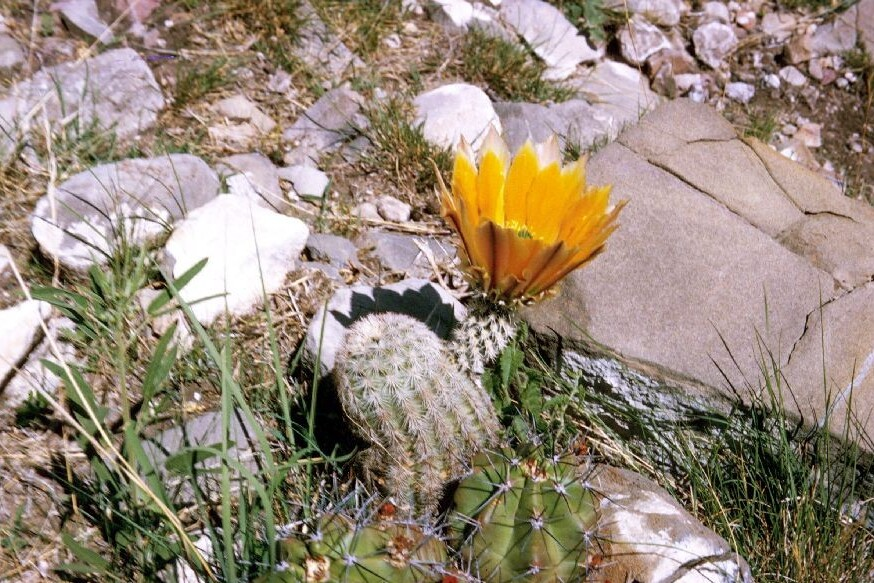